# Anna Vasil'evna Jakimova
Anna Vasil'evna Jakimova, in russo Анна Васильевна Якимова? (Tum'jumučašča, 24 giugno 1856 – Novosibirsk, 12 giugno 1942), è stata una rivoluzionaria russa, membro di Narodnaja Volja.

## Biografia
Nata a Tum'jumučašča nella famiglia di un pope, che cinque anni dopo fu trasferito per servizio nel villaggio di Buj-Archangel'sk, a 10 miglia da Uržum, e vi comprò casa. Nel 1867 fu messa nel collegio diocesano di Vjatka, cittadina che era un luogo di confino per gli oppositori politici del regime. Una delle insegnanti del collegio, Anna Kuvšinskaja, poi moglie del rivoluzionario populista Nikolaj Čarusin, era un membro del circolo illegale formato da Nikolaj Čaikovskij, e durante le lezioni di cucito teneva letture comuni di libri proibiti. Per tale motivo, nel 1871 Anna Kuvšinskaja verrà licenziata.
Dopo il diploma, dall'agosto del 1873 Anna Jakimova lavorò come insegnante nella scuola rurale di Kamešnickoe, villaggio situato tra Orlov e Vjatka, diffondendo tra i contadini letteratura illegale. Arrestata il 12 maggio 1875, fu inviata nella Casa di detenzione preventiva di San Pietroburgo, dove trovò detenuta anche Anna Kuvšinskaja. Imputata nel processo dei 193, fu assolta. Dopo aver passato la primavera del 1878 nella province di Tver', Kostroma, Jaroslavl' e Nižnij Novgorod con Evgenija Zavadskaja e Olimpiada Kutuzova, la futura moglie di Carlo Cafiero, per familiarizzarsi con la vita dei contadini, le lasciò per stabilirsi, sempre sotto falso nome, a Nižnij Novgorod e trovare lavoro in una fabbrica del sobborgo di Sormovo.
Qui subì e comprese lo sfruttamento cui erano soggetti i lavoratori: i miseri salari e le giornate di lavoro di 12 ore cui seguivano straordinari notturni obbligatori. A Nižnij Novgorod conobbe il suo conterraneo Stepan Chalturin, venuto per stringere legami tra gli operai di Sormovo e la sua Unione, e Nikolaj Morozov, appositamente giunto da Pietroburgo per organizzare la fuga dal carcere di Ekaterina Breško-Breškovskaja, il quale le propose di partecipare all'azione. Il tentativo non ebbe luogo perché in quei giorni la Breškovskaja fu trasferita da Nižnij Novgorod, ma Jakimova decise di riprendere l'impegno rivoluzionario attivo.
Nel 1879 si trasferì a San Pietroburgo, entrando in clandestinità. Dopo aver partecipato all'organizzazione  del gruppo terroristico Svoboda ili smert (Свобода или смерть, Libertà o morte), entrò a far parte di Narodnaja Volja, partecipando alla preparazione degli attentati contro lo zar Alessandro II  a Odessa e poi a Pietroburgo. Qui, nel dicembre del 1880, lei e Jurij Bogdanovič, spacciandosi per i coniugi Kobozev, affittarono il negozio sulla via Malaja sadovaja, sotto la quale fu scavato il tunnel che doveva contenere la dinamite da far esplodere al passaggio dello zar.

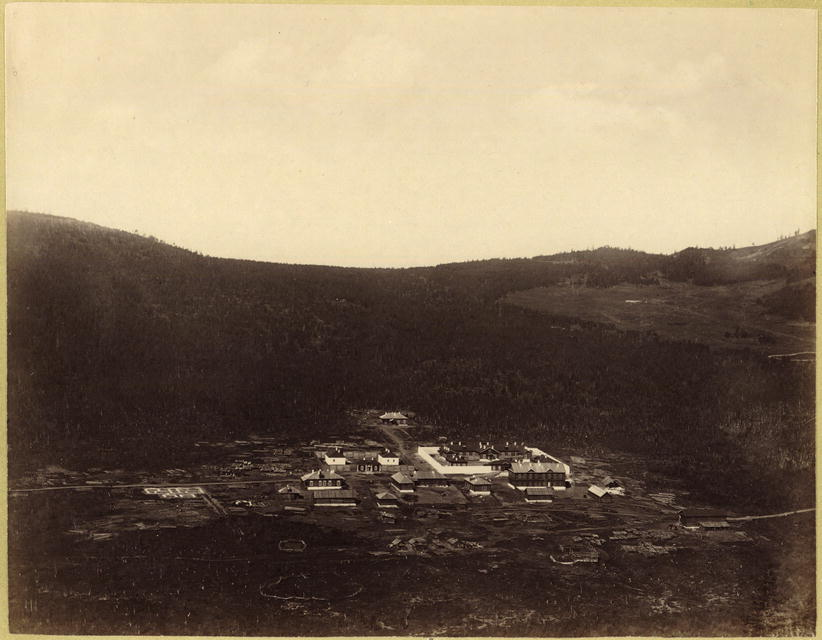
Il campo di Akatuj

Il 15 marzo 1881, dopo l'assassinio dell'imperatore, si nascose a Mosca e un mese e mezzo dopo andò a Kiev, ma il 6 maggio fu arrestata insieme al marito Martyn Langans e a Fani Morejnis. Il traditore Merkulov fornì alla polizia la vera identità di Anna Jakimova che fu trasferita a San Pietroburgo e rinchiusa nella fortezza di Pietro e Paolo. Durante la detenzione, il 25 ottobre, partorì il figlio Martyn. Imputata nel processo dei 20, il 27 febbraio 1882 fu condannata a morte, ma la pena le fu commutata nei lavori forzati a vita. Nell'agosto del 1883 fu avviata in Siberia con il bambino, prima nel campo di Kara e poi in quello di Akatuj. Il figlio fu affidato alla famiglia di un altro deportato e Anna Jakimova fu rimandata nel campo di Kara nel settembre del 1890.
Morto in carcere nel 1883 il marito Langans, Anna Jakimova sposò nel 1892 il detenuto Moisej Dikovskij e a Kara nacque il loro figlio Andrej. In occasione dell'incoronazione del nuovo zar, nel 1894, la pena le fu commutata ulteriormente in 20 anni di lavori forzati e nel 1899 fu inviata col marito a Čita, dove lavorarono alla costruzione della ferrovia Trans-Bajkal. Scontata la pena ma obbligata al soggiorno in Čita, nel dicembre del 1904 tornò ugualmente nella Russia europea e fu arrestata il 5 settembre 1905 a Orechovo-Zuevo, presso Vladimir. Condannata a 8 mesi di carcere da scontare nel carcere di Čita, visse a Čita fino alla caduta dello zarismo, quando tornò a Odessa partecipando alla campagna elettorale dei socialrivoluzionari per l'Assemblea Costituente e poi si stabilì a Mosca.
Dopo la rivoluzione d'ottobre lavorò nelle istituzioni governative istituite per l'istruzione delle donne analfabete. Dal 1921 fece parte della Società degli ex detenuti ed esuli politici, collaborando alla rivista « Katorga i ssylka » (Lavori forzati ed esilio), nella quale pubblicò numerose memorie. Nel gennaio 1933 le fu assegnata, unitamente agli ex appartenenti alla Narodnaja Volja Vera Figner, Michail Frolenko, Anna Korba e Fani Morejnis, una pensione speciale. Nel novembre 1941, sotto la minaccia dell'assedio tedesco, si trasferì da Mosca a Novosibirsk, dove morì il 12 giugno 1942.

## Scritti
- Autobiografia, 1925
- A proposito del 1881, 1925
- Il gruppo "'Libertà o morte", 1926
- Ricordi, documenti e materiali su Kara e gli altri campi di lavoro della regione di Nerčinsk, 1927
- Il processo dei 193, 1927
- Ricordo di Marija Aleksandrovna Kolenkina-Bogorodskaja, 1927
- L'assassinio di Alessandro II, 1928
- Grigorij Prokof'evič Isaev, 1930